# Tajos de Mogarejo
Los tajos de Mogarejo son unos escarpes rocosos de más de 30 m de altura situados en el municipio de Montellano (Sevilla, España), que por su gran valor geomorfológico, paisajístico, botánico e histórico el 1  de octubre de 2003 fueron declarados monumento natural (un área de 13 Ha).
El río Salado de Morón ha excavado en parte esta ladera rocosa formada por calizas, areniscas, mármoles y otros, que fueron explotadas hasta el siglo XIX como canteras de material de construcción, destacando su uso en la Catedral de Sevilla. Además de las canteras, hay que reseñar diversos restos arqueológicos, un molino harinero y un viejo puente del siglo XVII como elementos de interés histórico.
En este pequeño espacio existe una gran variedad de especies botánicas, tanto de bosque mediterráneo como de bosque mesófilo de ribera, destacando el algarrobo y el taraje (Tamarix sp.).